# Aleksandar Šoštar

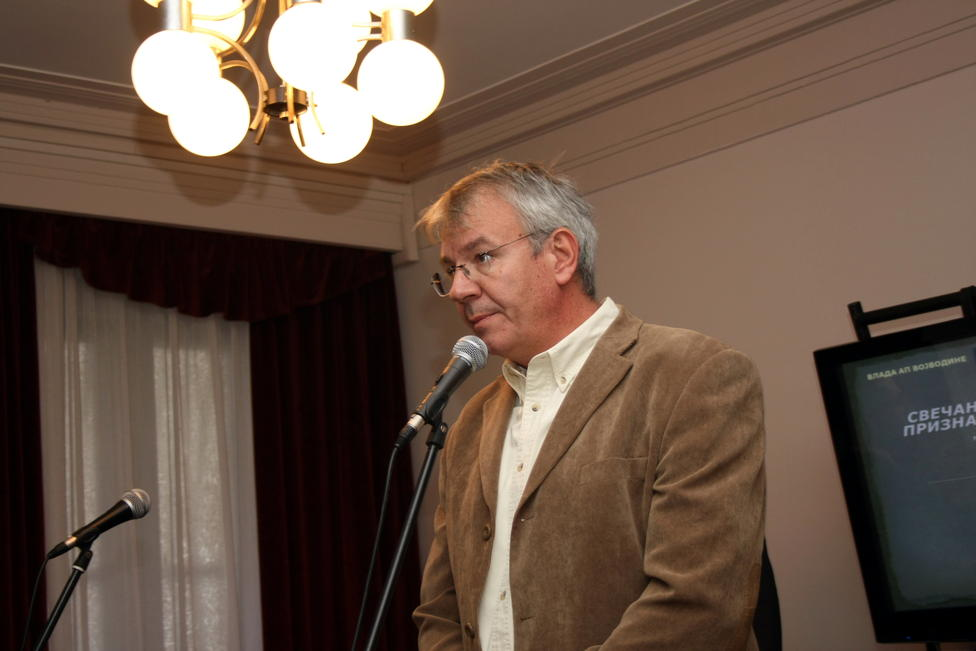
Aleksandar Šoštar (2012)

Aleksandar Šoštar (serbisch-kyrillisch Александар Шоштар; * 21. Januar 1964 in Niš) ist ein ehemaliger jugoslawischer Wasserballspieler. Er gewann mit der jugoslawischen Nationalmannschaft eine olympische Goldmedaille und war zweimal Weltmeister sowie je einmal Europameister und Europameisterschaftszweiter. Mit der Nationalmannschaft von Serbien und Montenegro gewann er eine olympische Bronzemedaille, je eine Silber- und Bronzemedaille bei Weltmeisterschaften und je eine Gold- und Silbermedaille bei Europameisterschaften.

## Karriere
Der 1,96 m große Torwart Aleksandar Šoštar gewann seine erste internationale Medaille 1986 bei der Weltmeisterschaft in Madrid. Dort besiegten die Jugoslawen die sowjetische Mannschaft im Halbfinale mit 9:8. Im Finale gewannen die Jugoslawen mit 12:11 gegen die italienische Mannschaft. 1987 erkämpfte die jugoslawische Mannschaft eine Bronzemedaille bei der Universiade in Zagreb. Bei der Europameisterschaft 1987 in Straßburg gewann die Mannschaft aus der Sowjetunion mit sechs Siegen und einem Unentschieden vor den Jugoslawen mit fünf Siegen und zwei Unentschieden. Im Jahr darauf bei den Olympischen Spielen 1988 in Seoul gewannen die Jugoslawen ihre Vorrundengruppe trotz einer 6:7-Niederlage gegen die Mannschaft aus den Vereinigten Staaten. Nach einem 14:10 gegen Deutschland im Halbfinale trafen die Jugoslawen im Finale wieder auf das US-Team und gewannen diesmal mit 9:7. Zweiter Torwart war 1988 Renco Posinković.
Anfang 1991 fand die Weltmeisterschaft in Perth statt. Die jugoslawische Mannschaft belegte mit drei Siegen den ersten Platz in der Vorrundengruppe und unterlag in der zweiten Runde der sowjetischen Mannschaft, besiegte aber die Italiener. Nach einem Halbfinalsieg gegen das US-Team trafen die Jugoslawen im Finale auf die Spanier und gewannen diesmal mit 8:7. Der letzte Auftritt der jugoslawischen Nationalmannschaft fand bei den Mittelmeerspielen in Athen statt. Es gewannen die Italiener vor den Jugoslawen. Während der Mittelmeerspiele in Athen erklärte das kroatische Parlament (Sabor) am 25. Juni 1991 die Unabhängigkeit Kroatiens von Jugoslawien. Im August 1991 trat Jugoslawien bei der Europameisterschaft in Athen an, tatsächlich war dies aber ein anderes Jugoslawien als bei den Mittelmeerspielen. Die Rest-Jugoslawen besiegten im Halbfinale die italienische Mannschaft und gewannen im Finale mit 11:10 über Spanien.
In den nächsten Jahren war Jugoslawien wegen der Jugoslawienkriege von vielen Sportveranstaltungen ausgeschlossen. Bei den Olympischen Spielen 1996 in Atlanta war die Nationalmannschaft von Serbien und Montenegro als jugoslawische Mannschaft dabei. Nach einem zweiten Platz hinter den Ungarn in der Vorrunde traf die Mannschaft im Viertelfinale auf die Kroaten und unterlag 6:8. In den Platzierungsspielen verlor die Mannschaft zweimal und belegte damit am Ende den achten Platz. Zweiter Torwart war Milan Tadić.
Ab 1997 war Nikola Kuljača Ersatztorwart der Mannschaft von Serbien und Montenegro. Bei der Europameisterschaft 1997 in Sevilla bezwang die Mannschaft die Kroaten im Halbfinale mit 8:7, unterlag aber im Finale den Ungarn mit 2:3. 1998 bei der Weltmeisterschaft in Perth unterlag die Mannschaft aus Serbien und Montenegro im Halbfinale den Spaniern. Im Spiel um die Bronzemedaille siegte die Mannschaft mit 9:5 gegen Australien. Bei der Europameisterschaft 1999 in Florenz belegte die Mannschaft den siebten Platz. Im Jahr darauf nahm Šoštar in Sydney an seinem dritten olympischen Wasserballturnier teil. Nachdem die Mannschaft aus Serbien und Montenegro ihre Vorrundengruppe gewonnen hatte, besiegte sie im Viertelfinale die Australier mit 7:3. Nach einer 7:8-Halbfinalniederlage gegen die Ungarn gewann die Mannschaft das Spiel um Bronze mit 8:3 gegen Spanien, zwei der drei Gegentreffer warf der olympische Rekordtorschütze Manuel Estiarte in seinem letzten Spiel bei Olympischen Spielen.
Im Juli 2001 fand in Fukuoka die Weltmeisterschaft statt. Die Mannschaft aus Serbien und Montenegro besiegte im Halbfinale die Russen mit 9:8. Im Finale unterlag das Team den Spaniern mit 2:4. Zwei Monate später bei der Europameisterschaft in Budapest erreichte die Mannschaft aus Rest-Jugoslawien das Endspiel mit einem 8:6 gegen die Kroaten. Im Finale siegte die Mannschaft mit 8:5 gegen Italien.
Aleksandar Šoštar spielte ab 1975 für VK Partizan Belgrad und war 1984, 1987 und 1988 jugoslawischer Meister. 1991/1992 wechselte er nach Italien zu Circolo Nautico Posillipo, mit diesem Verein war er 1993 und 1994 italienischer Meister. Nach zwei Jahren bei CN Barcelona mit zwei spanischen Meistertiteln war Aleksandar Šoštar in seinen letzten Jahren in Serbien und Montenegro sowie in Ungarn tätig, mit VK Bečej gewann er vier Meistertitel von Serbien und Montenegro.
Nach seiner Karriere war Šoštar zunächst Vorsitzender des Wasserballverbandes von Serbien und Montenegro. Später war er Präsident des serbischen Sportverbandes. 2011 wurde er in die International Swimming Hall of Fame aufgenommen.